# Riveris
Riveris település Németországban, Rajna-vidék-Pfalz tartományban. Lakosainak száma 417 fő (2023. december 31.).

## Népesség
A település népességének változása:
| Lakosok száma | 281  | 404  | 402  | 397  | 405  | 417  |
|               | 1975 | 2017 | 2019 | 2021 | 2022 | 2023 |